# 서부항공방면대
서부항공방면대(西部航空方面隊 세이부코쿠호멘타이[*], 영어: Western Air Defense Force (WADF))는 가스가 기지에 주둔하며 서일본의 주고쿠와 시코쿠 지방, 남일본 규슈의 방공을 맡고 있는 항공자위대의 지역사령부이다.

## 역사
1959년 3월 1일, 서부항공사령소로 창설되었다. 그리고 12월 1일에 마쓰시마 기지에서 제5항공단이 창설되었다.
1961년 2월 1일, 서부항공시설대가 아시야 기지에서 창설되었다. 7월 15일, 서부항공방면대로 재편성, 서부항공경계관제단이 창설되었다. 제5항공단은 마쓰시마 기지에서 뉴타바루 기지로 이사하였다.
1964년 12월 28일, 쓰이키 기지의 쓰이키 항공대(臨時築城航空隊, 임시)가 제8항공단로 재편성되었다.
1966년 2월 1일, 가스가 기지에서 제2고사군이 창설되었다.
1972년 10월 11일, 사령부 직속 지원비행대가 창설되었다.
1976년 10월 1일, 서부항공음악대가 가스가 기지에서 창설되었다.

## 부대
- 사령부, 가스가 기지
  - 지원비행대, 가스가 기지
- 제5항공단, 뉴타바루 기지
- 제8항공단, 쓰이키 기지
- 서부항공경계관제단, 가스가 기지
- 제2고사군, 가스가 기지
- 서부항공시설대, 아시야 기지
  - 제1작업대
  - 제2작업대, 뉴타바루 기지
  - 제3작업대, 쓰이키 기지
  - 관리반
- 서부항공음악대, 가스가 기지

## 계보
- 1959년 3월 1일, 西部航空司令所→서부항공사령소
- 1961년 7월 15일, 西部航空方面隊→서부항공방면대

## 참고
1. ↑  “音楽隊の歴史”. 《航空中央音楽隊》 (일본어). 2021년 1월 9일에 확인함.